# Return to the Centre of the Earth
Return to the Centre of the Earth is een muziekalbum van Rick Wakeman.
Wakeman was jaren bezig op kleine platenlabels en zijn eigen Hope Records toen hij weer eens een album mocht opnemen voor een (toenmalige) grote speler op de markt, de EMI Group en dan nog wel de klassieke tak daarvan. Het betrof een vervolg op zijn succesvolle Journey to the Centre of the Earth uit zijn beginperiode. Opnieuw gebaseerd op de roman Naar het middelpunt der aarde van Jules Verne, mocht Wakeman kennelijk inschakelen wie hij wilde want een reeks aan gasten trok voorbij. Niet dat de musici samen gespeeld hebben, alles werd in aparte geluidsstudio’s opgenomen.
Vervolgens had Wakeman weer de pech, dat EMI Engeland dan wel wilde, maar andere filialen van dat conglomeraat zagen er minder in. EMI Brazilië gaf het niet uit, waardoor het album daar als bootleg van een malafide label werd verkocht. Deze kon het geld opstrijken van 250.000 exemplaren; EMI en Wakeman zagen daar niets van terug. Gevraagd commentaar van EMI Brazilië: Kan ons dat schelen!

## Musici
| wie                                          | wat                                  | waar                               |
| -------------------------------------------- | ------------------------------------ | ---------------------------------- |
| Patrick Stewart                              | Spreekstem                           | Pop Sound, Santa Monica Californië |
| Fraser Thorneycroft-Smith                    | gitaar                               | Man                                |
| Phil Williams                                | basgitaar                            | Man                                |
| Simon Hanson                                 | slagwerk                             | Man                                |
| Rick Wakeman                                 | toetsinstrumenten                    | Man                                |
| Justin Hayward                               | zang op Still water run deep         | CTS Studio, Wembley                |
| Ozzy Osbourne                                | zang op Buried alive                 | A & M Studio, Hollywood            |
| Bonnie Tyler                                 | zang op Is anybody there?            | CTS Stduio. Wembley                |
| Trevor Rabin                                 | gitaar op Never is a long, long time | Jacaranda Room, Hollywood          |
| Tony Mitchell                                | zang op Mr. Slow                     | CTS Studio, Wembley                |
| Katrina Leskanich                            | zang op Ride of your life            | CTS Studio, Wembley                |
| English Chamber Choir o.l.v. Guy Protheroe   | achtergrondzang                      | CTS Studio, Wembley                |
| London Symphony Orchestra o.l.v. David Snell | orkest                               | CTS Studio, Wembley                |

## Tracklist
Allen door Wakeman

| Nr. | Titel                                                                                       | Duur  |
| --- | ------------------------------------------------------------------------------------------- | ----- |
| 1.  | A vision                                                                                    | 2:34  |
| 2.  | The return overture                                                                         | 2:39  |
| 3.  | Mother Earth (The shadow of June, The gallery, The avenue of prismed light, The earthquake) | 3:48  |
| 4.  | Buried alive                                                                                | 6:01  |
| 5.  | The enigma                                                                                  | 1:18  |
| 6.  | Is anybody there?                                                                           | 6:35  |
| 7.  | The ravine                                                                                  | 0:49  |
| 8.  | The dance of a thousand light                                                               | 5:41  |
| 9.  | The shepherd                                                                                | 2:01  |
| 10. | Mr. Slow                                                                                    | 3:47  |
| 11. | Bridge of time                                                                              | 1:12  |
| 12. | Never is a long, long time                                                                  | 5:19  |
| 13. | Tales from Lidenbrook Sea (River of hope, Hunter and hunted, Fight for life)                | 2:57  |
| 14. | The Kill                                                                                    | 5;23l |
| 15. | Timeless history                                                                            | 1:10  |
| 16. | Still waters run deep                                                                       |       |
| 17. | Naamloos (The ebbing tide, The electric storm)                                              | 2:39  |
| 18. | Ride of your life                                                                           | 6:01  |
| 19. | Floating (Globes of fire, Cascades of fear)                                                 | 1:59  |
| 20. | Floodflames                                                                                 | 2:00  |
| 21. | The volcano (Tongues of fire, The blue mountains)                                           | 2:10  |
| 22. | The end of the return                                                                       | 3:23  |